# Gruissan
Gruissan là một xã trong vùng hành chính Occitanie, thuộc tỉnh Aude, quận Narbonne, tổng Coursan. Tọa độ địa lý của xã là 43° 06' vĩ độ bắc, 03° 05' kinh độ đông. Gruissan nằm trên độ cao trung bình là 2 mét trên mực nước biển, có điểm thấp nhất là 0 mét và điểm cao nhất là 200 mét. Xã có diện tích 43,65 km², dân số vào thời điểm 1999 là 3061 người; mật độ dân số là 70 người/km².

## Thông tin nhân khẩu
| 1962  | 1968  | 1975  | 1982  | 1990  | 1999  | 2004  | 2007  |
| ----- | ----- | ----- | ----- | ----- | ----- | ----- | ----- |
| 1.200 | 1.258 | 1.269 | 1.594 | 2.170 | 3.091 | 3.531 | 4.267 |